# Usumatlán
Usumatlán é uma cidade da Guatemala do departamento de Zacapa.